# Comuna Vasîlivka, Ciutove
Vasîlivka (în ucraineană Василівка) este o comună în raionul Ciutove, regiunea Poltava, Ucraina, formată din satele Lozuvatka, Rozpașne și Vasîlivka (reședința).

## Demografie
Componența lingvistică a comunei Vasîlivka
     Ucraineană (94,13%)
     Rusă (4,54%)
     Alte limbi (0,2%)
Conform recensământului din 2001, majoritatea populației comunei Vasîlivka era vorbitoare de ucraineană (94,13%), existând în minoritate și vorbitori de rusă (4,54%) și armeană (1,07%).